# Roger Allam
Roger Allam (Londres, 26 de octubre de 1953) es un actor inglés.

## Biografía
Roger Allam nació el 26 de octubre de 1956 en el distrito de Bromley-by-Bow en el East End londinense. Es hijo de un vicario de la Iglesia anglicana y tiene dos hermanas mayores.
Estudió teatro en la Universidad de Mánchester, de la que se graduó en 1975.
Está casado con la actriz Rebecca Saire, con quien tiene dos hijos.

## Carrera
En 1975, fundó, junto a otros actores, la compañía The Monstrous Regiment, con la que al año siguiente estrenó Scum: Death, Destruction and Dirty Washing, una creación colectiva, y Vinegar Tom, de Caryl Churchill. En 1977, montaron Kiss and Kill y, en 1978, presentaron Floorshow, también de Churchill, en el Theatre Royal Stratford East de Londres. En 1979, interpretó a Angelo en Medida por medida y a Macbeth en puestas realizadas por la compañía Contact Theatre de Manchester.
En 1981, ingresó en la Royal Shakespeare Company, con la que debutó ese mismo año en Bien está lo que bien acaba y Tito Andrónico. A esas obras le siguieron, entre otras, Sueño de una noche de verano, Romeo y Julieta, el estreno londinense de Los miserables y Macbeth. Entre 1999 y 2000, trabajó el National Theatre, donde hizo Los veraneantes, de Maxim Gorki, Troilo y Crésida, Money, El jardín de los cerezos, de Chejov y Albert Speer, de David Edgar. Fue nominado a un premio Olivier a Mejor Actor por Los veraneantes y recibió uno a Mejor Actor de Reparto por Money.
En 2001, trabajó en Privates on Parade en el Donmar Warehouse. En 2005 protagonizó, junto a Jodhi May, Blackbird, de David Harrower.
En 2006, interpretó a Robin Janvrin en la película biográfica de Stephen Frears The Queen y trabajó en The Wind That Shakes the Barley, de Ken Loach, y V for Vendetta.
Trabajó junto a Mark Rylance y Frances de la Tour en Boeing boeing  en el Comedy Theatre del West End en 2007. Al año siguiente, interpretó al empresario teatral Max Reinhardt en Afterlife, de Michael Frayn.
En televisión, participó en series como The Thick of It, MI-5, The Catherine Tate Show, Waking the Dead y Between the Lines y telefilms como La primavera romana de la Sra. Stone,  RKO 281, de  HBO, donde interpretó a Walt Disney; Stranded, de Hallmark Entertainment; A Landing on the Sun, de la BBC y The Investigation: Inside a Terrorist Bombing, de HBO y en el drama biográfico The Curse of Steptoe.
En 2009, fue Albin en la versión musical de La jaula de las locas en el Playhouse Theatre.
En 2010, interpretó a Falstaff en Enrique IV I y II en el Shakespeare's Globe, trabajo por el que ganó otro Olivier a Mejor Actor.
Volvió a trabajar con Loach en 2012 en la película La parte de los ángeles. En teatro, protagonizó Tío Vania en el Minerva Theatre en el marco del Festival de Teatro de Chichester.
En 2015, participó en tres películas: Mr. Holmes, A Royal Night Out y The Lady in the Van.
En 2017, fue Roy Jenkins en Limehouse, de Steve Waters. Al año siguiente, interpretó al empresario John Christie, cofundador del teatro de ópera de Glyndebourne, en The Moderate Soprano, de David Hare. En 2019, protagonizó Rutherford and Son, de Githa Sowerby, y en 2020 Un número, de Churchill, junto a Colin Morgan.

## Trabajos

### Teatro
| Año  |                        | Obra                                       | Personaje                                | Director       | Teatro                            |
| ---- | ---------------------- | ------------------------------------------ | ---------------------------------------- | -------------- | --------------------------------- |
| 1976 | The Monstrous Regiment | Vinegar Tom                                | Packer, un cazador de brujas Hombre      |                |                                   |
| 1976 | The Monstrous Regiment | Scum: Death, Destruction and Dirty Washing |                                          |                |                                   |
| 1977 | The Monstrous Regiment | Kiss and Kill                              | David/Carl                               | Susan Todd     | Portsmouth College Art and Design |
| 1978 | The Monstrous Regiment | Floorshow                                  |                                          | David Bradford | Theatre Royal Stratford East      |
| 1979 | Contact Theatre        | Medida por medida                          | Angelo                                   |                |                                   |
| 1979 | Contact Theatre        | Macbeth                                    | Macbeth                                  |                |                                   |
| 1981 | RSC                    | Bien está lo que bien acaba                | Morgan                                   | Trevor Nunn    | Royal Shakespeare Theatre         |
| 1981 | RSC                    | Tito Andrónico                             | Demetrio                                 | John Barton    | Royal Shakespeare Theatre         |
| 1981 | RSC                    | The Twin Rivals                            |                                          |                |                                   |
| 1981 | RSC                    | Los dos hidalgos de Verona                 |                                          |                |                                   |
| 1983 | RSC                    | Sueño de una noche de verano               | Oberón                                   | Sheila Hancock | Gira                              |
| 1983 | RSC                    | Romeo y Julieta                            | Mercucio                                 | John Caird     | Gira                              |
| 1983 | RSC                    | The Charge of the Light Brigade            |                                          |                |                                   |
| 1983 | RSC                    | Typhoid Mary                               | Oficial de aduana, Dr. Soper, padre John | Susan Todd     | The Pit                           |
| 1985 | RSC                    | Los miserables                             | Javert                                   |                |                                   |
| 1988 | RSC                    | Julio César                                | Bruto                                    | Terry Hands    | Barbican                          |
| 1988 | RSC                    | Medida por medida                          | Vincencio                                | Terry Hands    | Barbican                          |
| 1988 | RSC                    | The Charge of the Light Brigade            |                                          |                |                                   |
| 1988 | RSC                    | Noche de reyes                             | Toby Belch                               | Bill Alexander | Barbican                          |
| 1996 | RSC                    | Macbeth                                    | Macbeth                                  | Tim Albery     | Barbican                          |
| 1999 | National Theatre       | Los veraneantes                            |                                          |                |                                   |
| 1999 | National Theatre       | Troilo y Crésida                           |                                          |                |                                   |
| 1999 | National Theatre       | Money                                      |                                          | Trevor Nunn    |                                   |
| 2000 | National Theatre       | El jardín de los cerezos                   | Lopajin                                  |                |                                   |
| 2000 | National Theatre       | Alfred Speer                               | Adolf Hitler                             | Trevor Nunn    |                                   |
| 2001 |                        | Privates on Parade                         |                                          |                | Donmar Warehouse                  |
| 2005 |                        | Blackbird                                  |                                          |                | Her Majesty's Theatre             |
| 2007 |                        | Boeing boeing                              |                                          |                |                                   |
| 2008 |                        | Afterlife                                  | Max Reinhardt                            |                | Lyttelton Theatre                 |
| 2009 |                        | La jaula de las locas                      | Albin/Zaza                               |                | Playhouse Theatre                 |
| 2010 |                        | Enrique IV                                 | Falstaff                                 |                | Shakespeare's Globe               |
| 2012 |                        | Tío Vania                                  | Vania                                    | Jeremy Herrin  | Minerva Theatre (Chichester)      |
| 2017 |                        | Limehouse                                  | Roy Jenkins                              |                |                                   |
| 2018 |                        | The Moderate Soprano                       |                                          |                | Duke of York's Theatre            |
| 2019 | National Theatre       | Rutherford and Son                         | John Rutherford                          | Polly Findlay  | Lyttelton Theatre                 |
| 2020 |                        | Un número                                  | Salter                                   | Polly Findlay  | Bridge Theatre                    |

### Cine
| Año  | Título                                      | Personaje                   | Notas        |
| ---- | ------------------------------------------- | --------------------------- | ------------ |
| 1989 | Wilt                                        | Davz                        |              |
| 2003 | Strangers                                   | Eric                        | Cortometraje |
| 2005 | Tristram Shandy: A Cock and Bull Story      | Adrian                      |              |
| 2006 | The Wind That Shakes the Barley             | Sir John Hamilton           |              |
| 2006 | The Queen                                   | Robin Janvrin               |              |
| 2006 | V for Vendetta                              | Lewis Prothero              |              |
| 2008 | Speed Racer                                 | Sr. Royalton                |              |
| 2010 | El regreso de Tamara Drewe                  | Nicholas Hardiment          |              |
| 2011 | Pirates of the Caribbean: On Stranger Tides | Henry Pelham                |              |
| 2011 | La dama de hierro                           | Gordon Reece                |              |
| 2012 | La mujer de negro                           | Sr. Bentley                 |              |
| 2012 | La parte de los ángeles                     | Thaddeus                    |              |
| 2013 | La ladrona de libros                        | Narrador/Ángel de la muerte |              |
| 2015 | Mr. Holmes                                  | Dr. Barrie                  |              |
| 2015 | The Lady in the Van                         | Rufus                       |              |
| 2015 | A Royal Night Out                           | Stan                        |              |
| 2017 | The Hippopotamus                            | Ted Wallace                 |              |
| 2023 | Tetris                                      | Robert Maxwell              | Streaming    |

### Televisión
| Año       | Programa                                      | Personaje                | Notas                                                      |
| --------- | --------------------------------------------- | ------------------------ | ---------------------------------------------------------- |
| 1989      | Ending Up                                     | Dr. Mainwaring           |                                                            |
| 1989      | The Fairy Queen                               | Oberón                   | Película para televisión                                   |
| 1990      | The Investigation: Inside a Terrorist Bombing | Charles Tremayne         | Película para televisión                                   |
| 1992      | Shakespeare: The Animated Tales               | Duque Orsino/Narrador    | Episodios: Cuento de invierno Noche de reyes               |
| 1994      | Screen Two                                    | Stephen Summerchild      | Episodio: "A Landing on the Sun"                           |
| 1997      | Inspector Morse                               | Denis Cornford           | Episodio: "Death Is Now My Neighbour"                      |
| 1998      | Heartbeat                                     | Graham Hayes             | Episodio: "Echoes of the Past"                             |
| 1998      | The Creatives                                 | Charlie Baxter           |                                                            |
| 1998      | Midsomer Murders                              | Alan Hollingsworth       | Episodio: "Faithful unto Death"                            |
| 1999      | RKO 281                                       | Walt Disney              | Película para televisión                                   |
| 2002      | Foyle's War                                   | Alastair Graeme          | Episodio: "Day Eagle"                                      |
| 2002      | Waking the Dead                               | Benjamin Gold            | Episodio: "Thin Air"                                       |
| 2003      | La primavera romana de la Sra. Stone          | Christopher              |                                                            |
| 2005      | Los misterios del inspector Lynley            | Simon Featherstonehaugh  | Episodio: "The Seed of Cunning"                            |
| 2008      | The Curse of Steptoe                          | Tom Sloane               | Película para televisión                                   |
| 2009      | Margaret                                      | John Wakeham             | Película para televisión                                   |
| 2007-2012 | The Thick of It                               | Peter Mannion            |                                                            |
| 2006      | Spooks                                        | Paul Millington          |                                                            |
| 2009      | The Old Guys                                  | Ned                      | Episodio: "The Therapist"                                  |
| 2009      | Kröd Mändoon and the Flaming Sword of Fire    | General Arcadius         |                                                            |
| 2009      | Ashes to Ashes                                | Detective Mackintosh     |                                                            |
| 2011      | Game of Thrones                               | Magister Illyrio Mopatis | Episodio: "Winter Is Coming" Episodio: "El lobo y el león" |
| 2012-2020 | Endeavour                                     | Detective Fred Thursday  |                                                            |
| 2012      | Parade's End                                  | General Campion          |                                                            |
| 2013      | Sarah and Duck                                | Narrador                 | Serie animada para niños                                   |
| 2013      | The Politician's Husband                      | Marcus Brock             |                                                            |
| 2014      | Bad Education                                 | Maurice Hewston          |                                                            |